# 特拉法加工作室
51°30′24″N 0°07′39″W / 51.5066°N 0.1275°W
特拉法加工作室（Trafalgar Studios）又名白厅剧院特拉法加工作室（Trafalgar Studios at the Whitehall Theatre），2004年以前原名白厅剧院（Whitehall Theatre），是一个西区剧院，位于英国伦敦西敏市白厅，靠近特拉法加广场。

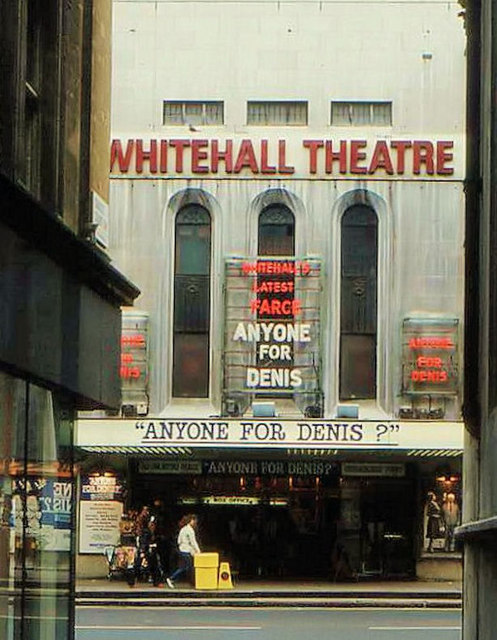

该建筑于1996年12月列为II级登录建筑。